# Jesper Svenbro
Jesper Svenbro (ur. 10 marca 1944 w Landskronie, Skania) – szwedzki poeta, filolog klasyczny, członek Akademii Szwedzkiej.
Svenbro kształcił się na Uniwersytecie w Lund, gdzie w 1976 roku uzyskał doktorat za pracę La parole et le marbre: aux Origines de la poétique Grecque, dotyczącej poezji starożytnej Grecji. Pracuje jako dyrektor ds. badań w Centrum im. Louis Gernet'a (CRCSA) w Paryżu. Na członka Akademii Szwedzkiej wybrany został 6 października 2006 i przyjęty 20 grudnia 2006. Jesper Svenbro zajął fotel nr 8, zastępując tym samym poetę i tłumacza Östena Sjöstranda.

## Twórczość
- 1966 Det är idag det sker
- 1976 La parole et le marbre: aux origines de la poétique grecque
- 1979 Element till en kosmologi och andra dikter
- 1984 Särimner
- 1991 Hermes kofösaren
- 1993 Samisk Apollon och andra dikter
- 1994 Blått
- 1996 Vid budet att Santo Bambino di Aracœli slutligen stulits av maffian
- 1999
  - Myrstigar: figurer för skrift och läsning i antikens Grekland
  - Installation med miniatyrflagga
- 2001 Pastorn min far
- 2002
  - Fjärilslära: antika, barocka och samtida figurer för det skrivna ordet och läsandet
  - Graven och lyran: ett grekiskt tema i Esaias Tegnérs poesi
- 2005 Himlen och andra upptäckter
- 2006 Östen Sjöstrand: inträdestal i Svenska akademien
- 2007 Försokratikern Sapfo och andra studier i antikt tänkande
- 2008 Vingårdsmannen och hans söner
- 2011
  - Inget andetag är det andra likt
  - Ivar Harrie: minnesteckning
  - Echo an Sappho: Sapho-Fragmente = Sapfo fragmenter